# Мюленс, Петер
Петер Мюленс (нем. Peter Mühlens; 12 мая 1874, Бонн — 7 июня 1943, Гамбург) — немецкий врач-гигиенист, профессор Гамбургского университета, директор Института тропической медицины им. Бернарда Нохта (1933—1943); член НСДАП (1937).

## Биография
Петер Мюленс изучал медицину, после чего стал медицинским офицером в Императорских военно-морских силах. С 1901 года он работал в недавно созданном гамбургском Институте тропической медицины — в 1911 году вышел в отставку на флоте и получил постоянную позицию в институте. С 1912 по 1914 год он путешествовал по Османской империи, где в частности исследовал вспышку малярии в Иерусалиме. Во время Первой мировой войны он снова оказался военнослужащим — состоял в Азиатском корпусе (Asien-Korps). В 1915 году Мюленс был отправлен на работу в болгарскую армию — в качестве армейского гигиениста, специалиста по борьбе с малярией. После войны он временно являлся представителем королевского югославского правительства по борьбе с малярией в Далмации.
В 1916 году Мюленс стал автором и редактором журнала «Archivs für Schiffs- und Tropenhygiene»: другими редакторами были коллеги Мюленса по институту Фридрих Фюллеборн и Мартин Майер (Martin Mayer, 1875—1951). С 1919 года Мюленс возглавлял клинический отдел Института тропической медицины, сотрудничая с Бернхардом Нохтом. Во время голода 1921—1922 годов в РСФСР Мюленс являлся представителем Германского Красного Креста в экспедиции: пытался остановить эпидемию брюшного тифа. В 1925 году он стал почетным профессором тропической медицины на медицинском факультете Гамбургского университета. После смерти Фюллеборна, в сентябре 1933 года, Мюленс был назначен новым директором Института тропической медицины — оставался на этом посту до своей смерти.
В 1933 году Петер Мюленс стал членом Национал-социалистического союза учителей, а 11 ноября был среди более 900 ученых и преподавателей немецких университетов и вузов, подписавших «Заявление профессоров о поддержке Адольфа Гитлера и национал-социалистического государства». В 1935 году он был избран членом Леопольдины, а в 1936 году — стал председателем Немецкого общества тропического медицинского (Deutsche Gesellschaft für Tropenmedizin und Internationale Gesundheit). В 1937 году Мюленс вступил в НСДАП, а в октябре 1940 года — стал президентом Колониальной академии НСДАП (Kolonialärztliche Akademie der NSDAP). Скончался 7 июня 1943 в Гамбурге.

## Работы
- Gesundheitlicher Ratgeber für die warmen Länder / Mühlens, Peter. — Leipzig : G. Thieme, 1942, 3. Aufl. Vorhanden in Leipzig
- Krankheiten und Hygiene der warmen Länder / R. Ruge ; P. Mühlens ; M. Zur Verth. — Leipzig : G. Thieme, 1942, 5. völlig neu bearb. Aufl. Vorhanden in Leipzig
- Therapeutisches Taschenbuch der wichtigsten Krankheiten der warmen Länder / Mühlens, Peter. — Leipzig : G. Thieme, 1942, 3. Aufl.